# Léa Bayekula
Léa Bayekula (Bruxelles, 26 aprile 1995) è un'atleta paralimpica belga classificata T54 e specializzata nelle gare di velocità.

## Biografia
Nata con la spina bifida, ha iniziato a praticare sport all'età di quindici anni, iniziando prima con la pallacanestro in carrozzina per tre anni, passando poi all'atletica leggera paralimpica a diciotto anni. Nel 2021 prende parte ai campionati europei paralimpici di Bydgoszcz, dove conquista la medaglia di bronzo nei 100 metri piani T54. 
Nel 2023 rappresenta il Belgio ai campionati mondiali paralimpici di Parigi, dove si classifica settima nei 1500 metri piani T54 e quarta, a soli cinque millesimi di secondo dalla medaglia di bronzo di Noemi Alphonse, nei 400 metri piani T54.
Ai Giochi paralimpici di Parigi 2024 conquista la medaglia d'oro e il record paralimpico con il tempo di 15"50 nei 100 metri piani T54, laureandosi anche campionessa paralimpica nei 400 metri piani T54 e classificandosi quinta negli 800 metri piani T54.

## Progressione

### 100 metri piani T54
| Stagione | Tempo | Luogo     | Data      | Rank. Mond. |
| -------- | ----- | --------- | --------- | ----------- |
| 2024     | 15"50 | Parigi    | 4-9-2024  | 1ª          |
| 2023     | 16"22 | Arbon     | 18-5-2023 | 6ª          |
| 2022     | 16"41 | Bruxelles | 2-9-2022  | 5ª          |
| 2021     | 16"95 | Nottwil   | 15-5-2021 | 11ª         |
| 2020     | 17"40 | Bruxelles | 15-8-2020 | 9ª          |
| 2019     | 17"58 | Dubai     | 7-11-2019 | 18ª         |
| 2018     | 18"02 | Oordegem  | 2-6-2018  | 22ª         |
| 2017     | 20"69 | Bruxelles | 2-7-2017  | 47ª         |

### 200 metri piani T54
| Stagione | Tempo | Luogo     | Data      | Rank. Mond. |
| -------- | ----- | --------- | --------- | ----------- |
| 2023     | 28"34 | Arbon     | 20-5-2023 | 2ª          |
| 2022     | 29"44 | Lier      | 1-10-2022 | 5ª          |
| 2020     | 30"32 | Bruxelles | 9-8-2020  | 6ª          |
| 2019     | 31"67 | Oordegem  | 1-6-2019  | 14ª         |
| 2018     | 33"81 | Bruxelles | 30-6-2018 | 31ª         |
| 2017     | 39"48 | Oordegem  | 3-6-2017  | 46ª         |

### 400 metri piani T54
| Stagione | Tempo   | Luogo     | Data       | Rank. Mond. |
| -------- | ------- | --------- | ---------- | ----------- |
| 2024     | 50"91   | Parigi    | 14-6-2024  | 1ª          |
| 2023     | 53"24   | Arbon     | 18-5-2023  | 5ª          |
| 2022     | 56"71   | Nottwil   | 29-5-2022  | 9ª          |
| 2021     | 58"35   | Bruxelles | 26-6-2021  | 21ª         |
| 2020     | 57"61   | Bruxelles | 15-8-2020  | 6ª          |
| 2019     | 1'00"01 | Dubai     | 12-11-2019 | 27ª         |
| 2017     | 1'20"99 | Parigi    | 31-5-2017  | 50ª         |

### 800 metri piani T54
| Stagione | Tempo   | Luogo    | Data      | Rank. Mond. |
| -------- | ------- | -------- | --------- | ----------- |
| 2024     | 1'43"63 | Parigi   | 1-9-2024  | 5ª          |
| 2023     | 1'47"31 | Oordegem | 14-5-2023 | 11ª         |
| 2022     | 1'58"20 | Nottwil  | 26-5-2022 | 19ª         |

### 1500 metri piani T54
| Stagione | Tempo   | Luogo  | Data      | Rank. Mond. |
| -------- | ------- | ------ | --------- | ----------- |
| 2024     | 3'20"02 | Sharja | 5-2-2024  | 12ª         |
| 2023     | 3'24"18 | Parigi | 13-7-2023 | 15ª         |

## Palmarès
| Anno | Manifestazione                  | Sede      | Evento           | Risultato | Prestazione | Note                                     |
| ---- | ------------------------------- | --------- | ---------------- | --------- | ----------- | ---------------------------------------- |
| 2021 | Campionati europei paralimpici  | Bydgoszcz | 100 m piani T54  | Bronzo    | 17"46       | Miglior prestazione personale stagionale |
| 2023 | Campionati mondiali paralimpici | Parigi    | 400 m piani T54  | 4ª        | 53"63       |                                          |
| 2023 | Campionati mondiali paralimpici | Parigi    | 1500 m piani T54 | 7ª        | 3'24"18     | Miglior prestazione personale stagionale |
| 2024 | Giochi paralimpici              | Parigi    | 100 m piani T54  | Oro       | 15"50       | Record paralimpico                       |
| 2024 | Giochi paralimpici              | Parigi    | 400 m piani T54  | Oro       | 53"05       |                                          |
| 2024 | Giochi paralimpici              | Parigi    | 800 m piani T54  | 5ª        | 1'43"63     | Miglior prestazione personale            |